# 136.ª Brigada Mixta (Ejército Popular de la República)
La 136.ª Brigada Mixta fue una unidad del Ejército Popular de la República que tomó parte en la Guerra Civil Española. A lo largo de la contienda estuvo destinada en el frente de Guadalajara, sin tener un papel relevante.

## Historial
La unidad fue creada el 1 de mayo de 1937 en Gerona, a partir de soldados regulares, milicianos procedentes de la División «Jubert», fuerzas de la defensa de Madrid y milicias procedentes de Barcelona y Figueras. El mando de la nueva 136.ª BM recayó en el comandante de infantería Francisco Costell Salido. La brigada se integraría en la 33.ª División. Inicialmente la brigada se trasladó junto al resto de la división al frente de Andalucía, si bien en el mes de junio se trasladó al frente de Guadalajara.
En noviembre de 1937 la 136.ª BM fue asignada a la 14.ª División en Guadalajara, quedando en reserva, si bien el 6 de diciembre volvió a quedar situada en primera línea —cubriendo el sector de Cifuentes—. El 10 de febrero de 1938 la brigada hizo frente a cuatro asaltos enemigos contra sus posiciones en el Vértice Sierra y Cabezo Cano, logrando rechazarlos. Unas semanas después, entre el 1 y el 6 de abril, intervino en una pequeña ofensiva en el frente de Cuenca que, sin embargo, no dio los frutos apetecidos. Durante el resto de la contienda no volvió a intervenir en operaciones militares de relevancia. A finales de marzo de 1939 la 136.ª BM se retiró hacia Madrid, donde se autodisolvió.

## Mandos
Comandantes
- Comandante de infantería Francisco Costell Salido;
- Mayor de milicias Ramón Pastor Llorens;
- Mayor de milicias Eugenio Franquelo Ramírez;
- Mayor de milicias Bernabé López Calle;[3]
- Mayor de milicias Mariano Román Urquiri;
- Capitán de milicias Pedro Monné Farreras;

Comisarios
- Rafael Sanz Lapis, del PSUC;[4]
- Isidro Albert Raigada;

Jefes de Estado Mayor
- teniente coronel Francisco Armengol Villalonga;
- mayor de milicias Rafael Carretero;
- capitán de milicias Serafín Gilart Fité;